# Cautethia spuria
Cautethia noctuiformis (Boisduval, 1875) è un lepidottero appartenente alla famiglia Sphingidae, diffuso in America Centrale e Settentrionale.

## Descrizione

### Adulto
Appare molto simile a C. yucatana, dalla quale si discosta per le dimensioni maggiori e per
l'ala anteriore più lunga e appuntita all'apice; inoltre la linea scura, in corrispondenza del tornus, somiglia più ad un'ampia macchia triangolare che non ad una banda nettamente definita. La colorazione base dell'ala anteriore può essere molto scura.

Nell'ala posteriore, la parte scura distale occupa quasi la metà della superficie. La parte basale risulta invece di un giallo carico.

Macroscopicamente i sessi sono simili (D'Abrera, 1986).

Nel genitale maschile, l'uncus e lo gnathos appaiono più sviluppati rispetto alle altre specie congeneri. Visto lateralmente, l'uncus appare un po' più corto dello gnathos, più largo che in C. grotei grotei e in C. noctuiformis noctuiformis, e con un apice marcatamente convesso; il margine apicale è sinuoso e curvato ad angolo acuto. Lo gnathos mostra un apice dalla superficie divisa e scavata in maniera peculiare, a formare tre lobi; di questi il centrale, sito in posizione più ventrale, è corto, tronco, sottile, e terminante a punta, mentre gli altri due appaiono più arrotondati, tozzi e rivestiti da una fitta copertura di corte spine. L'edeago rivela un piccolo processo, dentellato all'apice, appuntito nella parte distale.

L'apertura alare è compresa tra 35 e 45 mm.

### Uovo
Le uova sono sferiche e verdastre.

### Larva
Il bruco è verde pallido, con un lungo "cornetto" caudale di colore marroncino. Via via che gli stadi di sviluppo procedono, la colorazione diviene più scura fino al rossiccio-bruno, tranne che sul capo e sull'ultima parte dell'addome.

### Pupa
Le crisalidi si rinvengono entro bozzoli posti a scarsa profondità nel sottobosco. La fase pupale dura da 14 giorni a un mese.

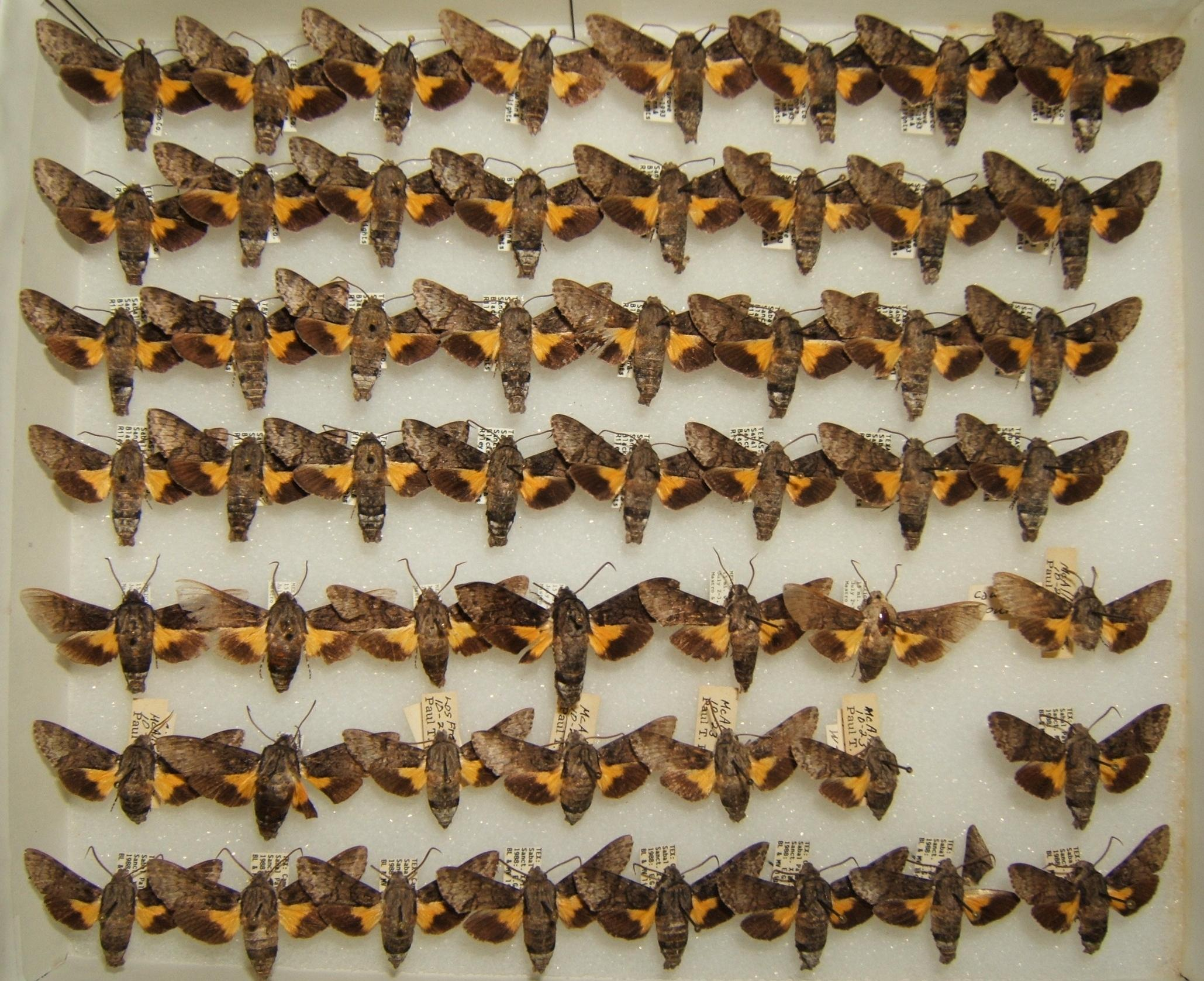
Esemplari di Cautethia spuria conservati presso la Texas A&M Insect Collection a College Station, Texas (USA)

## Biologia
Durante l'accoppiamento, le femmine richiamano i maschi grazie ad un feromone rilasciato da una ghiandola, posta all'estremità addominale. Gli adulti di entrambi i sessi sono attratti dalla luce, ma soprattutto i maschi.

I bruchi vengono parassitati da Ditteri Tachinidi del genere Belvosia Robineau-Desvoidy, 1830.

### Periodo di volo
La specie è multivoltina in Costa Rica, Messico e nel Texas meridionale. Esemplari adulti possono essere catturati in ogni mese dell'anno.

### Alimentazione
Gli adulti suggono il nettare di fiori di varie specie.
I bruchi si alimentano su foglie di membri della famiglia Rubiaceae, tra cui Chiococca alba (L.) Hitchc., Chiococca pachyphylla Wernham e Coutarea hexandra (Jacq.) K. Schum..

## Distribuzione e habitat
L'areale di questa specie comprende il Messico (locus typicus), il Belize (Cayo, Toledo), il Nicaragua (Managua, Carazo, Granada e probabilmente Rivas), la Costa Rica (Guanacaste, Puntarenas, Limón, Alajuela, San José), e gli Stati Uniti meridionali (Texas e Oklahoma).
L'habitat è rappresentato da foreste e zone boscose tropicali e sub tropicali.

## Tassonomia

### Sottospecie
Non sono state descritte sottospecie.

### Sinonimi
È stato riportato un unico sinonimo:
- Oenosanda spuria Boisduval, 1875 (sinonimo omotipico) - Hist. nat. Ins., Spec. gén. Lépid. Hétérocères, 1: 319